# Mabveni
Koordinaten: 19° 56′ S, 30° 46′ O
Mabvebi ist eine archäologische Fundstätte einer historischen Siedlung auf dem Plateau Groß-Simbabwe in Simbabwe. Die Siedlung datiert auf die Jahre 180 bis 370 und  wird zur frühen Eisenzeit gezählt und als Vorläufer von Gokomere betrachtet. Rinderhaltung war offenbar bekannt. Kulturelle Beziehungen zum Toromoja-Gebiet in Botswana werden vermutet.